# Latinovits Gábor
Borsódi és katymári Latinovits Gábor, Latinovics (Baja, 1825. március 14. – Budapest, 1897. május 8.) római katolikus prépostkanonok és címzetes püspök, apát, országgyűlési képviselő.

## Élete
Latinovits Miksa szolgabíró fia. A gimnáziumot Kalocsán és Baján végezte, a bölcseletet Egerben, a teológiát Kalocsán hallgatta. 1848. április 11-én áldozópappá szentelték, másfél évig Dentován (Bács megye) volt segédlelkész, 1850-ben Borsod, 1856-tól 1864-ig Vaskút (Bács megye) lelkésze volt. 1864-ben bajai plébános lett. 1866-ban a Szent Istvánról címzett tiszakői címzetes préposttá nevezték ki. 1878. szeptember 17-én kalocsai székesegyházi kanonok lett; ugyanebben az évben Baja város megválasztotta országgyűlési képviselőjévé; azon túl három országgyűlésen képviselte e várost szabadelvű programmal 1893-ig. 1881. június 9-én tiszai, 1886. június 30-án bácsi, 1888. május 1-jén székesegyházi főesperes, 1888-ban szentjobbi apát, majd 1890-ban biduai választott püspök, 1893. augusztus 21-én bácsi kisprépost, végül 1895. április 17-én őrkanonok lett. 1897. május 8-án Budapesten hunyt el, ahová betegen érkezett Kalocsáról és Abbáziába kívánt menni üdülni.
Országgyűlési beszédei a naplókban (1878-81. XIV. Budapest-zimonyi vasút stb.)